# Django dezlănțuit
Django Unchained este un film american din anul 2012, scris și regizat de Quentin Tarantino. Distribuția principală a filmului a reprezentat-o: Jamie Foxx, Christoph Waltz, Leonardo DiCaprio, Kerry Washington și Samuel L. Jackson. Filmul a fost lansat la 25 decembrie 2012 în America de Nord.

## Sinopsis
Acțiunea are loc în sudul Statelor Unite, cu doi ani înainte de Războiul Civil. În 1858, mai mulți sclavi de sex masculin sunt legați și transportați după ce au fost achiziționați de către frații Speck, Ace și Dicky. Printre sclavi este și Django, care a fost vândut separt de soția sa, Broomhilda. Frații Speck se întâlnesc cu dr. King Schultz, un medic dentist german și vânător de recompense.
Schultz îl ucide pe Ace, după ce este amenințat de acesta cu o pușcă; de asemenea ucide calul lui Dicky, care strivește piciorul stăpânului sub el. Schultz îl cumpără pe Django și-l părăsește pe Dicky care urmează să fie executat de către sclavi. Schultz avea nevoie de Django ca să-l ajute la identificarea fraților Brittle, un trio de criminali fără scrupule care lucrează pentru un proprietar de plantație. Cei doi fac un pact: în schimbul ajutorului pentru localizarea și identificarea fraților Brittle, Schultz îl va elibera din sclavie pe Django și îi va oferi 75 de dolari și un cal.
După ce i-au ucis pe frații Brittle, Django devine partenerul lui Schultz în vânătoare de recompense până se face primăvară, moment în care Schultz îl va ajuta pe Django s-o salveze pe Broomhilda. După colectarea unui număr de recompense peste iarnă, lui Schultz și Django li se confirmă că proprietarul Broomhildei este Calvin Candie, un proprietar din Mississippi, fermecător dar brutal, care își forțează sclavii să lupte până la moarte, în "luptele Mandingo".
Schultz se așteaptă ca proprietarul Candie să ceară un preț exorbitant pentru Broomhilda în cazul în care ei și-ar fi arătat intențiile sincere, de aceea elaborează un șiretlic prin care va pretinde că solicită cumpărarea unuia dintre luptătorii lui Candie pentru o sumă importantă, cumpărând-o în același timp și pe Broomhilda pentru o sumă rezonabilă, apoi să dispară înainte ca să finalizeze falsa afacere.

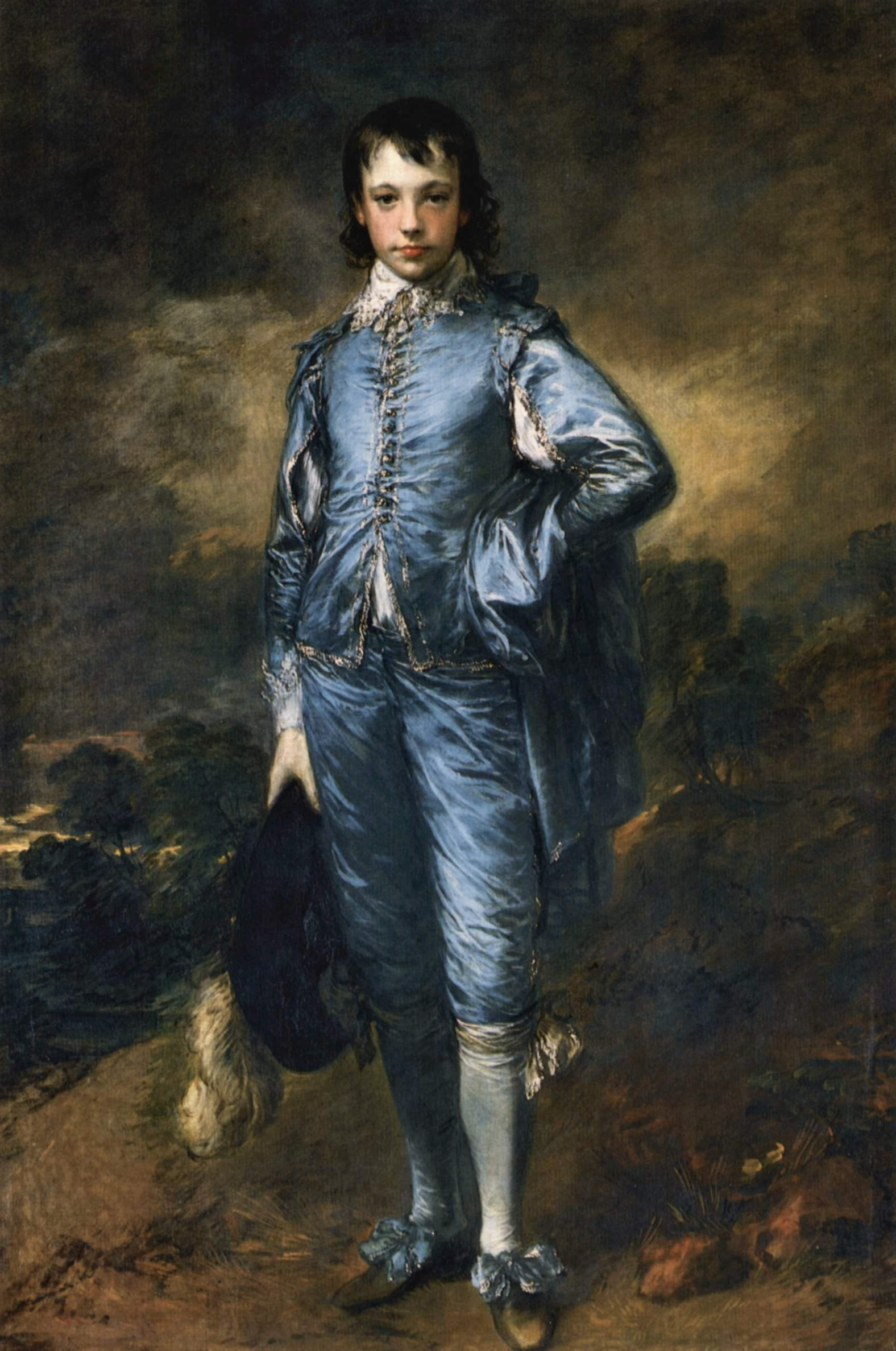
Costumul de valet al lui Django a fost inspirat din pictura în ulei a lui Thomas Gainsborough din anul 1770, Băiat în albastru.

Schultz și Django se întâlnesc cu Candie la un club din Greenville și îi oferă 12.000 de dolari pentru cumpărarea unuia dintre luptătorii săi. Candie îi invită pe plantația lui. Pe drum, Schultz și Django sunt martori când Candie își ucide unul dintre luptători săi mandingo, care încercase să evadeze, lăsând să fie sfâșiat de câini. La plantație, Schultz o informează în secret pe Broomhilda de plan. La cină, Schultz își exprimă interesul față de Broomhilda, deoarece ea vorbește germană, și oferă 300 de dolari pentru ea.
Django ridică suspiciuni sclavului loial al lui Candie, Stephen, care deduce în mod corect că Django și Broomhilda se cunoșteau reciproc și că vânzarea luptătorului mandingo este un șiretlic; își informează stăpânul. Candie se înfurie însă înarmat cu această informație, cere 12.000 dolari pentru Broomhilda sau o va ucide. Schultz este de acord să o cumpere cu acest preț. După ce banii sunt plătiți și actele semnate, Candie cere să dea mâna cu Schultz pentru a finaliza afacerea, sau Broomhilda va fi împușcată. Dezgustat, Schultz îl împușcă mortal pe Candie; Schultz este și el împușcat mortal. Django împușcă mulți dintre acoliții lui Candie, dar se predă atunci când Stephen amenință că o s-o ucidă pe Broomhilda.
Ca pedeapsă, Stephen și sora lui Candie, Lara, sunt de acord să-l trimită pe Django într-o mină unde urma să lucreze până la  moarte. Broomhilda, în loc să fie eliberată, este blocată într-o cabină și urma să fie folosită pentru sex. În drum spre mină, Django îi convinge pe conducătorii de sclavi că el este un vânător de recompense și îi informează că există o recompensă mare pentru unii de la plantația Candie și le oferă banii dacă îl eliberează. În momentul în care îl eliberează, el ucide conducătorii de sclavi, le ia dinamita, și se întoarce la Candyland.
La plantație, Django găsește certificatul de eliberare semnat de Candie pentru Broomhilda și împreună cu soția lui părăsește plantația, după ce eliberează sclavii și omoară pe toată lumea cu excepția lui Stephen, pe care îl împușcă în genunchi. Pune dinamita în interiorul casei, aprinde fitilul și pleacă. Django și Broomhilda privesc de la distanță explozia casei, uciderea lui Stephen, apoi călăresc mai departe.

## Distribuție
- Jamie Foxx .... Django[9][10]

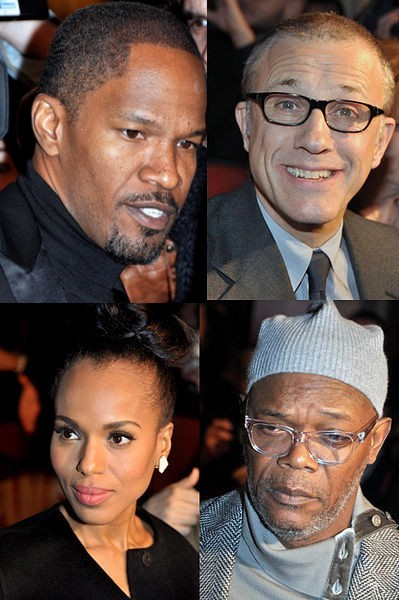
Jamie Foxx, Christoph Waltz, Kerry Washington și Samuel L. Jackson la Paris, la premiera franceză a filmului, ianuarie 2013.

- Christoph Waltz .... dr. King Schultz
- Leonardo DiCaprio ....Calvin J. Candie[10]
- Kerry Washington .... Broomhilda Von Shaft[11][12]
- Samuel L. Jackson .... Stephen[13]
- Don Johnson .... Spencer 'Big Daddy' Bennett[14]
- Walton Goggins .... Billy Crash
- Dennis Christopher .... Leonide Moguy[15]
- James Remar .... Butch Pooch / Ace Speck[16][17][18]
- David Steen .... Mr. Stonecipher
- Dana Michelle Gourrier .... Cora
- Nichole Galicia .... Sheba
- Laura Cayouette .... Lara Lee Candie-Fitzwilly
- Ato Essandoh .... D'Artagnan
- Sammi Rotibi .... Rodney
- Clay Donahue .... Fontenot
- Escalante Lundy .... Big Fred
- Miriam F. Glover .... Betina
- Franco Nero[19]

Alte roluri îi includ pe: James Russo în rolul lui Dicky Speck, Tom Wopat în rolul lui Gill Tatum, Don Stroud în rolul lui șerifului Bill Sharp, Russ Tamblyn în rolul lui fiului pistolarului, Bruce Dern în rolul Old Man Carrucan, M. C. Gainey în rolul Big John Brittle, Cooper Huckabee în rolul Lil Raj Brittle, Doc Duhame în rolul Ellis Brittle, Jonah Hill în rolul Bag Head #2, și Lee Horsley în rolul șerifului Gus (Snowy Snow).
Zoë Bell, Michael Bowen, Robert Carradine, Jake Garber, Ted Neeley, James Parks și Tom Savini au jucat rolul urmăritorilor Candyland, în timp ce Michael Parks, John Jarratt și Quentin Tarantino au jucat rolul angajaților LeQuint Dickey Mining Co.

## Premii și nominalizări

### Premiul Oscar
- Cel mai bun film - Nominalizat
- Cel mai bun scenariu original - Câștigător
- Cel mai bun actor in rol secundar - Câștigător
- Cea mai buna imagine - Nominalizat
- Cel mai bun montaj de sunet - Nominalizat

### Globul de Aur
- Globul de Aur pentru cel mai bun film (drama) - Quentin Tarantino - Nominalizat
- Globul de Aur pentru cel mai bun actor in rol secundar - Leonardo DiCaprio, Christoph Waltz - Nominalizat
- Globul de Aur pentru cel mai bun regizor - Quentin Tarantino -	Nominalizat
- Globul de Aur pentru cel mai bun scenariu - Quentin Tarantino - Câștigător

### BAFTA
- Premiul BAFTA pentru cea mai bună regie - Quentin Tarantino - Nominalizat
- Premiul BAFTA pentru cel mai bun sunet - Michael Minkler, Wylie Stateman, Mark Ulano, Tony Lamberti -	Nominalizat
- Premiul BAFTA pentru cel mai bun scenariu original - Quentin Tarantino - Câștigător
- Premiul BAFTA pentru cel mai bun actor, rol secundar - Christoph Waltz - Câștigător
- Premiul BAFTA pentru cel mai bun montaj - Fred Raskin - Nominalizat